# 제4비행연대 (핀란드)
제4비행연대(핀란드어: Lentorykmentti 4; LeR 4)는 제2차 세계 대전 당시 핀란드 공군의 폭격기 연대이다. 1938년 1월 1일 편성되어 겨울전쟁, 계속전쟁, 라플란드 전쟁에 모두 활동하고 1952년 해산, 제1비행단으로 재편성되었다.

## 전투서열
겨울전쟁
423회 출격, 항공기 18기·승무원 21명 상실
사용기체: 영국제 브리스틀 블렌헤임 1형
- 제42비행대대 (LLv.42) - 폭격기
- 제44비행대대 (LLv.44) - 폭격기
- 제46비행대대 (LLv.46) - 폭격기

계속전쟁
4,000 회 이상 출격, 항공기 65기·승무원 165명 상실
사용기체: 영국제 브리스틀 블렌헤임 4형, 독일제 도르니어 Do 17, 융커스 Ju 88, 소련제 일류신 DB-3, 투폴레프 SB
- 제42비행대대 (LLv.42) - 폭격기
- 제44비행대대 (LLv.44) - 폭격기
- 제46비행대대 (LLv.46) - 폭격기
- 제48비행대대 (LLv.48) - 폭격기

라플란드 전쟁
462회 출격, 항공기 7기·승무원 16명 상실
사용기체: 영국제 아브로 앤슨, 독일제 도르니어 Do 17, 융커스 Ju 88, 소련제 페틀랴코프 Pe-2, 일류신 Il-4
- 제42비행대대 (LLv.42) - 폭격기
- 제44비행대대 (LLv.44) - 폭격기
- 제46비행대대 (LLv.46) - 폭격기
- 제48비행대대 (LLv.48) - 폭격기

종전 이후
- 제41비행대대 (LLv.41) - 폭격기
- 제43비행대대 (LLv.43) - 폭격기
- 제45비행대대 (LLv.45) - 폭격기

## 참고 자료
- Keskinen, Kalevi and Stenman, Kari: Finnish Air Force 1939-1945, Squadron/Signal publications, Carrolton, Texas, 1998, ISBN 0-89747-387-6